# Regio II Caelimontium
La Regio II Caelimontium era la seconda delle 14 regioni di Roma augustea classificata poi nei Cataloghi regionari della metà del IV secolo. Prese il nome dal Mons Caelius estendendosi tra il Colosseo (a nord), la Via Latina e la Via Tuscolana, fino al percorso delle mura aureliane. Qui si estendeva da Porta Metronia (che confinava con la Regio I Porta Capena), fino a Porta San Giovanni, lungo la Tuscolana.

## Topografia
Occupava la collina del Celio per una lunghezza di un km ed una larghezza di 750 metri circa (comprese le due cime del Caelius maior e del Caelius minor o Caeliolius), nella parte Sud-Ovest della città di Roma antica. Il mons doveva essere ricco di fonti d'acqua, una delle quali risulta ancora attiva al giorno d'oggi, con il nome di Aqua Mercurii. Pochi sono i resti archeologici ancora visitabili. Si ipotizza che il confine nord della Regio traesse la sua origine dalla Meta Sudans. Alla metà del IV secolo l'ampiezza della Regio era indicata nei Cataloghi regionari in 12.200 piedi romani, pari a circa 3.611 metri, inferiore a quanto invece ipotizza Giada Fatucci e che quantifica invece in 3.893 metri. L'area presunta complessiva sembra che fosse di 643.000 m² circa.

## Caratteristiche
La Regio era divisa in 7 vici (rioni), 7 aediculae (edicole), 3.600 insulae (caseggiati), 127 domus (case patrizie), 27 horrea (magazzini), 85 balnea (bagni), 65 laci (fontane) e 15 pistrina (panetterie). L'area era sorvegliata da 2 curatores e da 48 vicomagistri.

## Principali monumenti pubblici

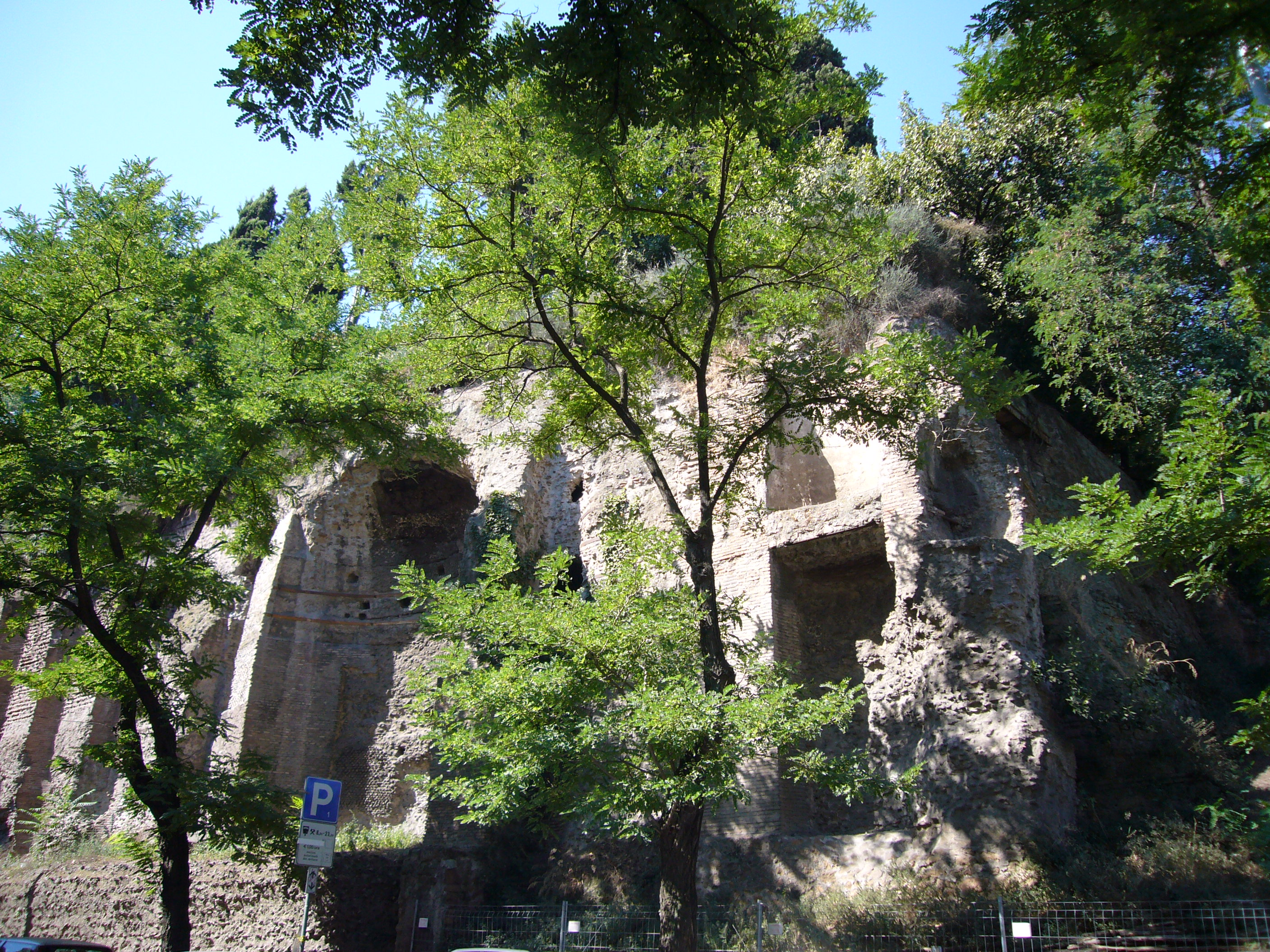
Costruzioni del tempio del Divo Claudio, oggi lungo la via Claudia

Subito oltre le future mura serviane si trovava il campus Martialis (identificabile forse con il Campus Caelemontanus e/o con il Campus Lateranensis), dove si celebravano gli Equirria (il 27 febbraio e il 14 marzo) quando il Trigarium sul Campo Marzio era allagato. Tra i principali monumenti di questa Regio II ricordiamo il tratto di mura serviane nei pressi della Porta Caelimontana e Porta Querquetulana (VI secolo a.C.), l'Arco di Dolabella e Silano (del 10 d.C.), la sede della V coorte dei vigili (la Statio cohortis V vigilum,), il Tempio del Divo Claudio (iniziato nel 54) e il Macellum Magnum (59-64). Sempre in questa zona troviamo il vicus Capitis Africae, un arbor sancta (albero sacro), l'antrum Cyclopis, il ludus Matutinus (dove si preparavano le venationes) e il ludus Gallicus (per le esercitazioni dei gladiatori di origine gallica), questi ultimi due databili agli anni 94/95 insieme a uno spoliarium (dove erano trasportati i gladiatori uccisi e spogliati di armi e corazza), un saniarium (infermeria) e armamentarium (armeria).
Traiano costruì i castra peregrina (dei servizi segreti imperiali, costituiti dai milites peregrini come frumentarii e speculatores), restaurati più volte nei secoli successivi e nei cui pressi vennero installati alcuni lupanari. Nel IV secolo sorse una nuova basilica dedicata al Salvatore che divenne poi San Giovanni in Laterano. La basilica venne edificata infatti nella zona allora nota come Domus Laterani (abitazione donata da Settimio Severo all'amico e console del 197, Tito Sextio Magio Laterano).
A questa Regio appartenevano poi una serie di ricche domus nel II-III secolo (poco oltre le antiche mura serviane): la domus Quintiliorum di Sesto Quintilio Condiano e Sesto Quintilio Valerio Massimo, consoli entrambi nel 151, la cui grande ricchezza e fortuna suscitò l'avidità dell'imperatore Commodo, che li accusò di aver congiurato contro di lui e nel 182-183 li fece uccidere, appropriandosi dei loro beni; gli Horti Domitiae Lucillae, probabilmente ereditati prima dal figlio, Marco Aurelio, e poi dal nipote, Commodo. Le proprietà degli Annii e di Domizia Lucilla (della famiglia di Marco Aurelio) e dei Quintilii, entrarono a far parte della domus Vectiliana di Commodo.
Nel IV secolo vi avevano sede ricche domus inserite in vasti parchi, alcune nella cerchia delle antiche mura serviane, come quelle delle famiglie Symmachorum (presso cui sorse la Basilica Hilariana della metà del II secolo, dedicata al culto di Attis ed oggi presente all'interno del parco della Villa Celimontana), Tetricorum e una domus Faustae, forse identificabile con la moglie di Costantino. Un'altra domus poco oltre la cerchia delle mura serviane era la Domus Valeriorum.
La Basilica dei Santi Giovanni e Paolo venne eretta a partire dal 398 dal senatore Bizante o da suo figlio Pammachio sul sito di un edificio che si affacciava sul Clivus Scauri, databile tra il I e il II secolo, utilizzato prima come domus ecclesiae da una comunità cristiana e poi divenuto luogo di sepoltura dei martiri Giovanni e Paolo. Negli anni compresi tra il 440 e il 461, venne costruita la Basilica di Santo Stefano Rotondo al Celio, al tempo di Papa Leone I. Degli anni 535-536 è invece la Biblioteca di papa Agapito I lungo il Clivus Scauri.

## Storia

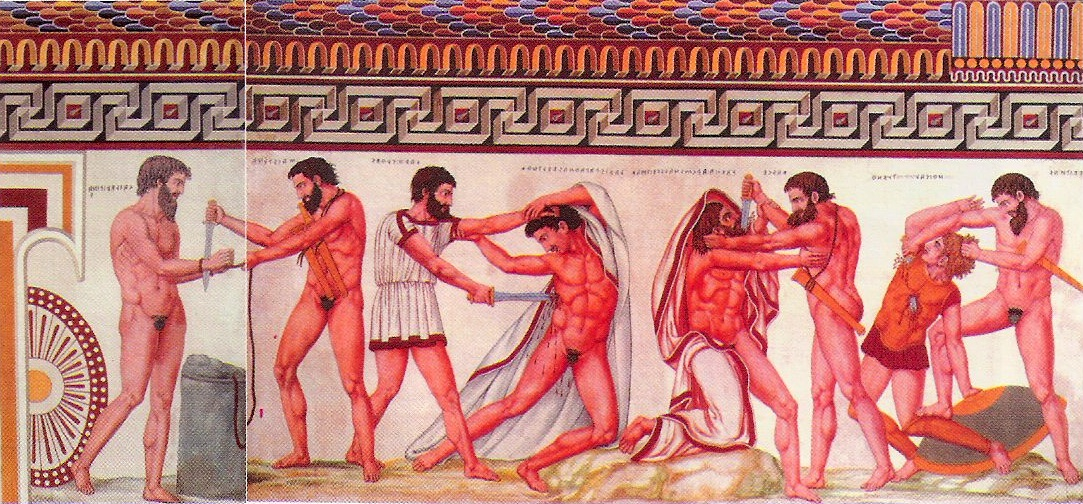
Affresco dalla Tomba François di Vulci raffigurante la liberazione da parte di Celio Vibenna (da cui prese il nome del colle Celio) di Mastarna, il futuro re di Roma, Servio Tullio.

Sembra che questa zona in epoca proto-urbana rientrasse nell'area di uno dei populi Albenses, i Querquetulani. Dopo la distruzione di Alba Longa da parte di Tullo Ostilio, il terzo re di Roma, i suoi abitanti vennero trasferiti sul Celio. Durante il periodo dei re etruschi, il mons Querquetulanus mutò il suo nome in Caelius in seguito agli eventi che videro protagonista il condottiero etrusco Celio Vibenna, sodalis (amico e compagno di avventura) del sesto re di Roma, Macstarna-Servio Tullio. Egli avrebbe infatti posto proprio su questo monte il proprio accampamento militare, in vista della conquista di Roma da parte di Servio Tullio. Il Celio venne in buona parte inglobato nella cerchia delle mura serviane del VI secolo a.C., lungo le quali sorsero la Porta Celimontana e la Porta Querquetulana.
Dopo la caduta di Veio la cerchia di mura venne ricostruita in tufo giallo. Ne rimangono alcuni resti presso la Porta Caelimontana. Attorno al 144-140 a.C. venne costruito un ramo sotterraneo dell'Aqua Marcia, il rivus Herculaneus, lungo la strada fuori le mura tra la Porta Querquetulana e quella Caelimontana. E sempre durante il periodo repubblicano la città di Roma si espanse con alcuni caseggiati nella zona del Celio.
La Regio II Caelimontium venne creata da Augusto quando lo stesso decise di dividere la città di Roma in quattordici Regiones e 265 vici (quartieri). E sempre in questo periodo, databile più precisamente al 6 d.C., si deve la creazione del corpo dei vigiles e la costruzione sul Celio della caserma destinata alla V coorte di questo corpo. I vigiles erano stati istituiti per assicurare la vigilanza notturna delle strade e proteggere la città dagli incendi.
Il Tempio del Divo Claudio venne fatto costruire dalla moglie Giulia Agrippina Augusta, dopo la sua morte e divinizzazione (54 d.C.). Pochi anni più tardi venne fatto distruggere dal figlio adottivo, Nerone (nel 59 d.C.), trasformandolo in un giardino della sua Domus Aurea, oltre a farvi costruire lungo il lato orientale del basamento un grandioso ninfeo. L'imperatore Vespasiano fece ricostruire il Tempio. Anche il Macellum Magnum fu ricostruito dopo il grande incendio di Roma del 64, che produsse numerosi danni all'intera Regio, come fa pensare un grande muro di terrazzamento costruito poco dopo lungo il vicus Capitis Africae. Nel 271 l'imperatore Aureliano diede inizio alla costruzione delle mura difensive che raggiunsero il Celio nella sua parte sud-orientale. I successivi sacchi di Roma del 410 e poi del 455, ebbero effetti devastanti sul tessuto urbano del Celio, tanto che molte delle antiche e ricche domus vennero col tempo abbandonate. Unica eccezione fu la rivitalizzazione della Regio ad opera dei grandi complessi cristiani, come la Basilica dei Santi Quattro Coronati (del IV secolo), Basilica dei Santi Giovanni e Paolo (del 398) e la Basilica di Santo Stefano Rotondo al Celio (della metà del V secolo).